# Bitwa w Zatoce Chesapeake
Bitwa w Zatoce Chesapeake – rozstrzygająca bitwa morska podczas wojny o niepodległość Stanów Zjednoczonych, stoczona u wylotu zatoki Chesapeake, w pobliżu Virginia Capes 5 września 1781 roku. Stronami konfliktu były brytyjska flota pod dowództwem kontradmirała Thomasa Gravesa oraz flota francuska, dowodzona przez kontradmirała François Josepha Paula, markiza de Grasse Tilly. Bitwa z taktycznego punktu widzenia nie była rozstrzygnięta, lecz została strategicznie przegrana przez Brytyjczyków. Była to największa porażka Royal Navy na przestrzeni ponad trzystu pięćdziesięciu lat dzielących konflikt z hiszpańską armadą i II wojną światową.
Zwycięstwo francuskiej floty uniemożliwiło wsparcie sił generała Charlesa Cornwallisa w Wirginii i doprowadziło do kapitulacji oblężonych w Yorktown sił brytyjskich (była to druga brytyjska armia, która poddała się podczas tej wojny). W rezultacie Wielka Brytania musiała uznać niepodległość Stanów Zjednoczonych.

## Preludium
Latem 1781 roku brytyjskie oddziały pod dowództwem Charlesa Cornwallisa dotarły do wybrzeża Atlantyku w Yorktown. Cornwallis miał zamiar założyć tu bazę, która polepszyłaby komunikację z Nowym Jorkiem i umożliwiłaby kampanię na południu. Obecność brytyjskich oddziałów w Yorktown umożliwiała kontrolę nad Zatoką Chesapeake. Brytyjska flota zmierzała na północ by uniknąć zbliżającego się sezonu huraganów. Jednak brytyjski dowódca, Samuel Hood, nie wiedział, czy Francuzi podążają w kierunku Zatoki Chesapeake, czy też zamierzają wesprzeć amerykańskie i francuskie oddziały skoncentrowane do rozpoczęcia spodziewanego oblężenia Nowego Jorku.
Brytyjska flota 25 sierpnia przebywała daleko od wejścia do Zatoki Chesapeake i gdy nie znalazła tam żadnych francuskich okrętów, Hood kazał kontynuować 14 okrętom liniowym kurs do Nowego Jorku. Tymczasem kontradmirał sir Thomas Graves bezskutecznie spędził kilka tygodni na próbach przechwycenia konwojów transportujących zaopatrzenie z Francji, po czym został wezwany przez pułkownika Johna Laurensa do Bostonu. Gdy Hood przybył do Nowego Jorku zastał tam Gravesa, któremu nie powodziło się polowanie na konwoje, a w chwili, gdy był w porcie posiadał tylko pięć okrętów liniowych zdolnych do walki.
Hood zgubił de Grasse’a, ponieważ francuski dowódca celowo płynął bardzo wolno wysławszy wiadomość do Newport na Rhode Island, co umożliwiło dokładne określenie daty jego przybycia. Hrabia de Barras, który był wówczas w Newport, przesłał tę wiadomość do generałów Washingtona i Rochambeau, przygotowujących się do oblężenia Nowego Jorku. Gdy 14 sierpnia otrzymali wiadomość uświadomili sobie sposobność, którą de Grasse przedstawił. Dlatego też Washington przygotował się do szybkiego marszu i poprosił Barrasa, by ten wziął swoją małą flotę na południe od Newport w kierunku Chesapeake, wraz z francuską artylerią i innym zaopatrzeniem, które mogło okazać się niezbędne w chwili rozpoczęcia oblężenia. De Grasse przybył do Zatoki Chesapeake 29 sierpnia, dokładnie zgodnie z planem, z flotą 28 okrętów liniowych transportujących trzy francuskie regimenty markiza de Saint-Simona, które zostały dostarczone jako pomoc dla amerykańskich oddziałów markiza de Lafayette, odcinających drogę odwrotu Cornwallisowi.
Barras wypłynął z Newport 26 sierpnia. Powiadomieni o tym i świadomi, że Yorktown został wyznaczony przez Washingtona, jako cel operacyjny, Graves i Hood połączyli siły i wyruszyli na poszukiwania obu francuskich flotylli. Nieświadomi, że Barras podąża w kierunku Bermudów, skierowali się na południe w kierunku Chesapeake.

## Bitwa
Gdy brytyjska flota, składająca się z 19 okrętów liniowych pod dowództwem Gravesa, wpłynęła rankiem 5 września na wody zatoki Chesapeake, natknęła się na 25 francuskich okrętów zakotwiczonych za przylądkiem Henry. Pozostałe 3 okręty de Grassa odłączyły się, by blokować rzeki York i James w dalszej części zatoki, a większość z zakotwiczonych okrętów opuściły załogi, odpływając na łodziach.
Podążając z wiatrem i prądem i zaskakując francuską flotę, zakotwiczoną i w stanie nieprzygotowania do bitwy, Brytyjczycy mieli okazję wyrządzić poważne straty wpływając do zatoki i uderzając w generalnym ataku. Jednakże jest mało prawdopodobne, że taki pomysł przeszedł przez głowę Gravesowi. Konwencjonalna taktyka walki morskiej tamtych czasów nakazywała flotom formowanie szyku liniowego i manewrowanie w zasięgu strzału dział, dzięki czemu okręty ostrzeliwały się wzajemnie w tym samym czasie, stojąc do siebie równolegle w uformowanym szyku.

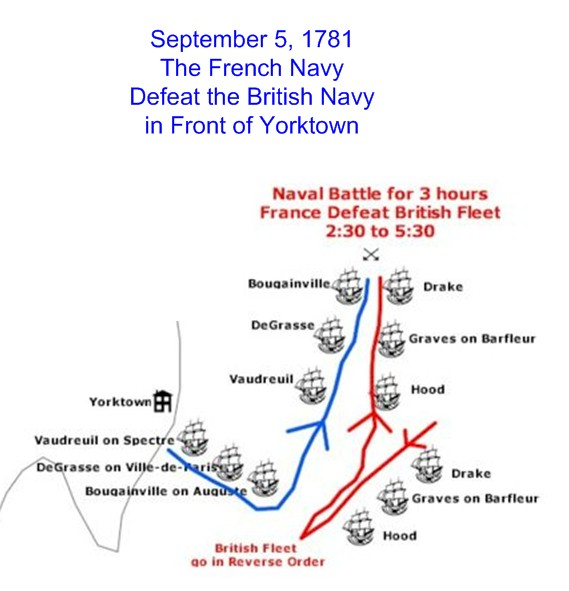
Bitwa w Zatoce Chesapeake

Oznaczało to, że 24 francuskie okręty miały okazję do podniesienia kotwic, wypłynięcia na zatokę i uformowanie szyku bojowego. Około godziny 13 obie floty znajdowały się naprzeciw siebie, lecz płynęły w przeciwnym kierunku. Na rozkaz Gravesa, cała jego flotylla wykonała zwrot o 180 stopni i czoło szyku bojowego stało się tym samym celem francuskiego ataku. Było to około godziny 16, a więc ponad sześć godzin od chwili spotkania obu flot. Brytyjczycy wciąż byli na pozycjach dogodnych do rozpoczęcia ataku.
Obie floty podążały generalnie w kierunku wschodnim. Okręty prowadzące kierowały się tak, aby jednostki wroga znalazły się w zasięgu ich dział. Pozostałe okręty nadal próbowały zbliżyć się do reszty flotylli. Nagła zmiana kierunku wiatru uczyniła jeszcze trudniejszym dla jednostek obu stron nawiązanie kontaktu bojowego z wrogiem. W ten sposób okręty awangardy uczestniczyły w ciężkim boju od początku bitwy, podczas gdy jednostki z końca linii nie wzięły w ogóle udziału w walce. Powodowało to zamieszanie w manewrowaniu brytyjskiej floty i sprzeczne rozkazy Gravesa.
Około godziny 18.30, o zmierzchu, ogień ustał. Graves dał generalny sygnał do trzymania się po nawietrznej, co rozdzieliło awangardy obu flot. Do tego czasu brytyjskie okręty poniosły najcięższe straty i w żadnym wypadku nie mogły już kontynuować boju (5 pierwszych brytyjskich okrętów liniowych straciło ponad połowę wszystkich oficerów). Większość brytyjskiej floty jeszcze przed bitwą wymagała gruntownego remontu, a francuska artyleria zniszczyła cały takielunek okrętów przeciwnika.
Ogółem straty brytyjskie to pięć okrętów uszkodzonych, jeden samozatopiony oraz 346 zabitych i rannych. Straty francuskie to dwa uszkodzone okręty oraz 209 zabitych i rannych.

## Konsekwencje
Właściwa bitwa zakończyła się wieczorem 5 września, ale jeszcze przez kilka dni obie floty kontynuowały manewrowanie w zasięgu wzroku. Wreszcie, w nocy z 9 na 10 września, de Grasse zawrócił francuską flotę, mając nadzieję, że eskadry Barrasa z Newport dotarły do zatoki. Gdy powrócił następnego dnia do przylądka Henry’ego odkrył, że Barras przybył do zatoki okrężną drogą, sprowadzając dodatkowe okręty, co dało łączną liczbę 36 jednostek liniowych. Zatoka Chesapeake była zatem pod kontrolą francuską, co w połączeniu z artylerią dostarczoną przez Barrasa pozwoliło na stosunkowo krótkie i skuteczne oblężenie Yorktown.
Pomimo że bitwa była praktycznie nierozstrzygnięta, stała się jednak decydującym strategicznym zwycięstwem sojuszu francusko-amerykańskiego, ze względu na jej konsekwencje dla kampanii na lądzie. O przegraną często obwiniano brytyjskich dowódców morskich, którzy umożliwili Francuzom przygotowanie do decydującego starcia. Cornwallis został odcięty od zaopatrzenia, podczas gdy Francuzi zostali wzmocnieni przez oddziały przysłane przez de Barrasa i Washingtona z północy. Doprowadziło to do zakończenia oblężenia Yorktown, kapitulacji Cornwallisa i w efekcie do ostatecznego pokonania wojsk brytyjskich w Ameryce Północnej.

## Upamiętnienie bitwy
Na Cape Henry w Virginia Beach znajduje się pomnik utrzymywany przez Colonial National Historical Park National Park Service, upamiętniający admirała de Grassa i jego marynarzy, którzy pomogli Stanom Zjednoczonym wywalczyć niepodległość.

## Bitwa w kulturze masowej
Bitwa w zatoce Chesapeake występuje w jednej z misji morskich w grze Assassin’s Creed III.

## Okręty biorące udział w walce
(Legenda:Okręt – liczba dział, dowódca)
| Francja (de Grasse) | Wielka Brytania (Graves) |
| --- | --- |
| Awangarda Pluton- 74, Albert de Rions Bourgogne – 74, Charitte Marseillais – 74, Castellane de Masjastre Diadème – 74, Monteclerc Réfléchi – 74, Boades Auguste (*) – 80, Castellan Saint-Esprit – 80, Chabert Caton- 74, Framond Centrum César – 74, Coriolis d’Espinouse Destin – 74, Dumaitz de Goimpy Ville de Paris (**) – 100, Saint-Cezaire Victoire – 74, Albert Saint-Hyppolyte Sceptre – 80, Vaudreuil Northumberland – 74, Briqueville Palmier – 74, Arros d’Argelos Solitaire – 64, Cicé Champion Ariergarda Citoyen – 74, Ethy Scipion – 74, Clavel Magnanime – 74, Le Bègue Hercule – 74, Turpin Languedoc (***) – 80, Duplessis Parscau Zélé – 74, De Gras-Préville Hector – 74, Renaud d’Aleins Souverain – 74, Glandevès | Awangarda (w czasie bitwy stała się ariergardą) Alfred – 74, Captain Bayne Belliqueux – 64, Captain Brine Invincible – 74, Captain Saxton Barfleur (*) – 98, Captain Alexander Hood Monarch – 74, Captain Reynolds Centaur – 74, Captain Inglefield Centrum America – 64, Captain Thompson Bedford – 74, Captain Thomas Graves Resolution – 74, Captain Lord Robert Manners London (**) – 98, Captain David Graves Royal Oak – 74, Captain Ardesoif Montagu – 74, Captain Bowen Europe – 64, Captain Child Ariergarda (została awangardą w czasie bitwy) Terrible – 74, Captain Finch – zniszczony, potem samozatopiony Ajax' – 74, Captain Charrington Princessa (***) – 70, Captain Knatchbull Alcide – 74, Captain Charles Thompson Intrepid – 64, Captain Molloy Shrewsbury – 74, Captain Mark Robinson |
| (*) Okręt flagowy awangardy, Louis Antoine de Bougainville (**) Okręt flagowy centrum, Louis-René Levassor de Latouche Tréville- Okręt flagowy floty, François Joseph Paul de Grasse (***) Okręt flagowy ariergardy, Monteil | (*)Okręt flagowy awangardy, Samuel Hood (**)Okręt flagowy floty, sir Thomas Graves (***)Okręt flagowy ariergardy, sir Francis Drake |